# Valencia
 For alternative betydninger, se Valencia (flertydig). (Se også artikler, som begynder med Valencia)
Valencia (valenciansk: Valéncia) er den tredjestørste by i Spanien og er samtidig navnet på den provins og den region, hvor byen er hovedby. 
Byen Valencia har 825.948(2024)indbyggere, og inkl. forstæder og omkringliggende byer udgør den en storby-region med over 1,6 mio. indbyggere.
Valencia ligger ca. midt på den spanske østkyst ud til Middelhavet, syd for Barcelona. 

## Historie/begivenheder
3. juli 2006 blev Valencias metro ramt af en voldsom ulykke forud for et besøg af paven. Over 40 mennesker mistede livet ved den alvorlige ulykke.